# Jacqueline Kim

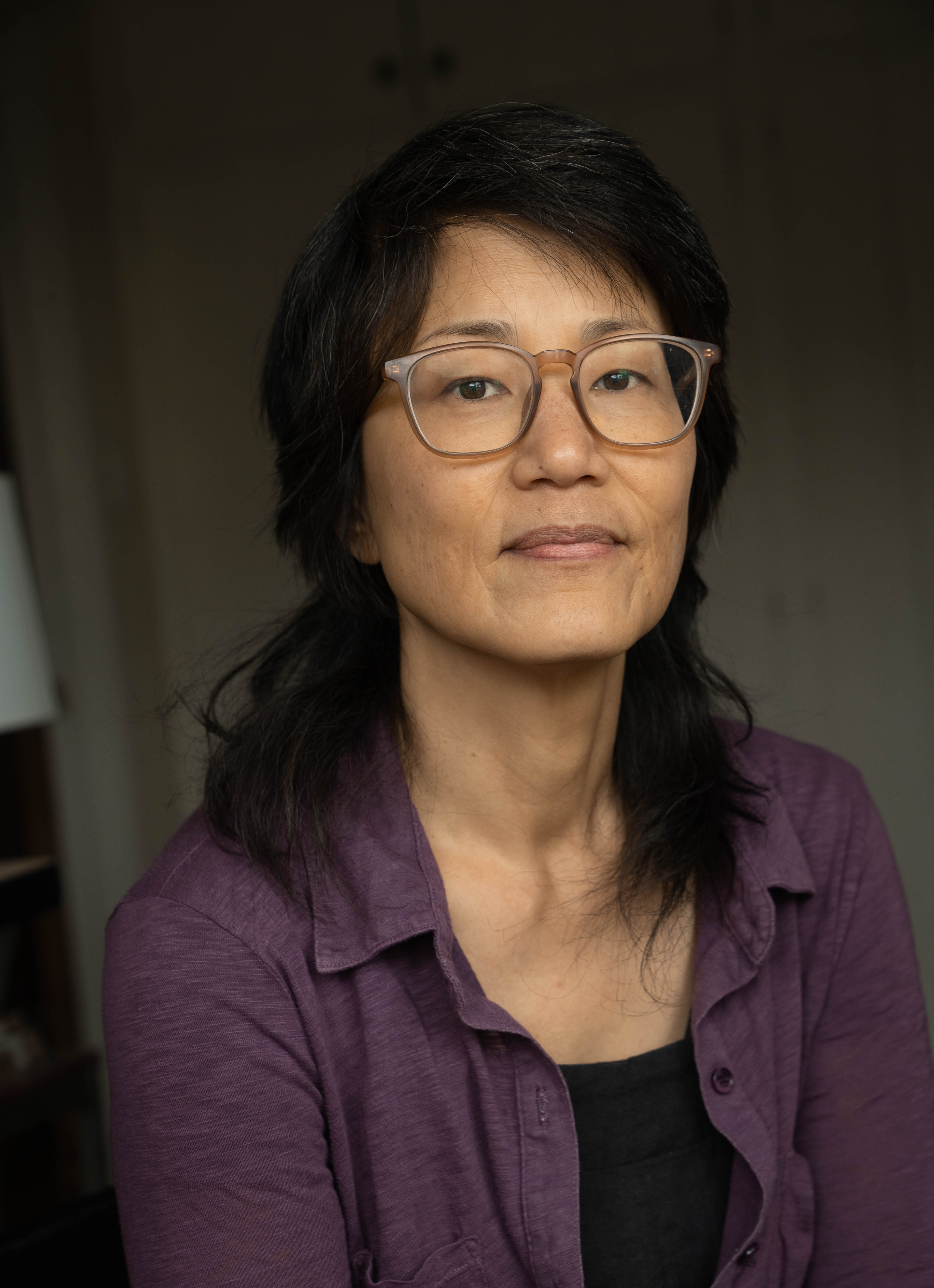
Jacqueline Kim, 2022

Jacqueline Joan Kim (* 31. März 1965 in Detroit, Michigan) ist eine US-amerikanische Schauspielerin.

## Leben
Der Vater der Schauspielerin kam aus Korea, ihre Mutter stammt aus Japan. Kim schloss ein Studium der Dramaturgie in Chicago ab, wo sie anschließend an einem Theater arbeitete. Ihr Filmdebüt erfolgte in einer kleinen Nebenrolle im Fernsehdrama Howard Beach: Making a Case for Murder aus dem Jahr 1989. Am Anfang der 1990er Jahre war sie für die Guthrie Theater Company in Minneapolis tätig.
Im SF-Abenteuerfilm Star Trek: Treffen der Generationen (1994) trat Kim an der Seite von Patrick Stewart und William Shatner auf. Im Thriller Enthüllung (1994) von Barry Levinson spielte sie die Rolle der Sekretärin des Managers Tom Sanders (Michael Douglas), der von Meredith Johnson (Demi Moore) der sexuellen Belästigung beschuldigt wird. Im Katastrophenfilm Volcano (1997) war sie an der Seite von Tommy Lee Jones und Anne Heche zu sehen. Eine der größeren Rollen übernahm sie neben Claire Danes, Kate Beckinsale und Bill Pullman im Filmdrama Brokedown Palace aus dem Jahr 1999. Im Independent-Thriller The Operator (2000) spielte Kim die Titelrolle. Die Rolle im Filmdrama Charlotte Sometimes (2002) brachte ihr im Jahr 2003 eine Nominierung für den Independent Spirit Award. Im Jahr 2004 erhielt sie für ihre Hauptrolle im Theaterstück Passion den Garland and LA Drama Critics’ Circle Award.
Kim führte Regie beim Kurzfilm Present (2006), für den sie auch das Drehbuch schrieb und den sie produzierte. Sie lebt in Los Angeles.

## Filmografie (Auswahl)
- 1989: Howard Beach: Making a Case for Murder (Fernsehfilm)
- 1992: Mighty Ducks – Das Superteam (The Mighty Ducks)
- 1993: Aura (Trauma)
- 1994: Star Trek: Treffen der Generationen (Star Trek Generations)
- 1994: Enthüllung (Disclosure)
- 1995: Courthouse (Fernsehserie, 6 Folgen)
- 1997: Xena – Die Kriegerprinzessin (Xena: Warrior Princess, Fernsehserie, 2 Folgen)
- 1997: Volcano
- 1999: Brokedown Palace
- 2000: Emergency Room – Die Notaufnahme (ER, Fernsehserie, eine Folge)
- 2000: The Operator
- 2001: Der Himmel von Hollywood (The Hollywood Sign)
- 2002: Charlotte Sometimes
- 2005: Red Doors
- 2006: Nemesis – Der Angriff (Threshold, Fernsehserie, 2 Folgen)
- 2015: Advantageous[5]
- 2017: Doubt (Fernsehserie, 3 Folgen)